# Barranc de la Jaça
El Barranc de la Jaça és un afluent per l'esquerra del Torrent Forcat que transcorre íntegrament pel terme municipal de Gòsol, al Berguedà.

## Xarxa hidrogràfica
El barranc no té cap afluent